# راه‌های آهنکوب

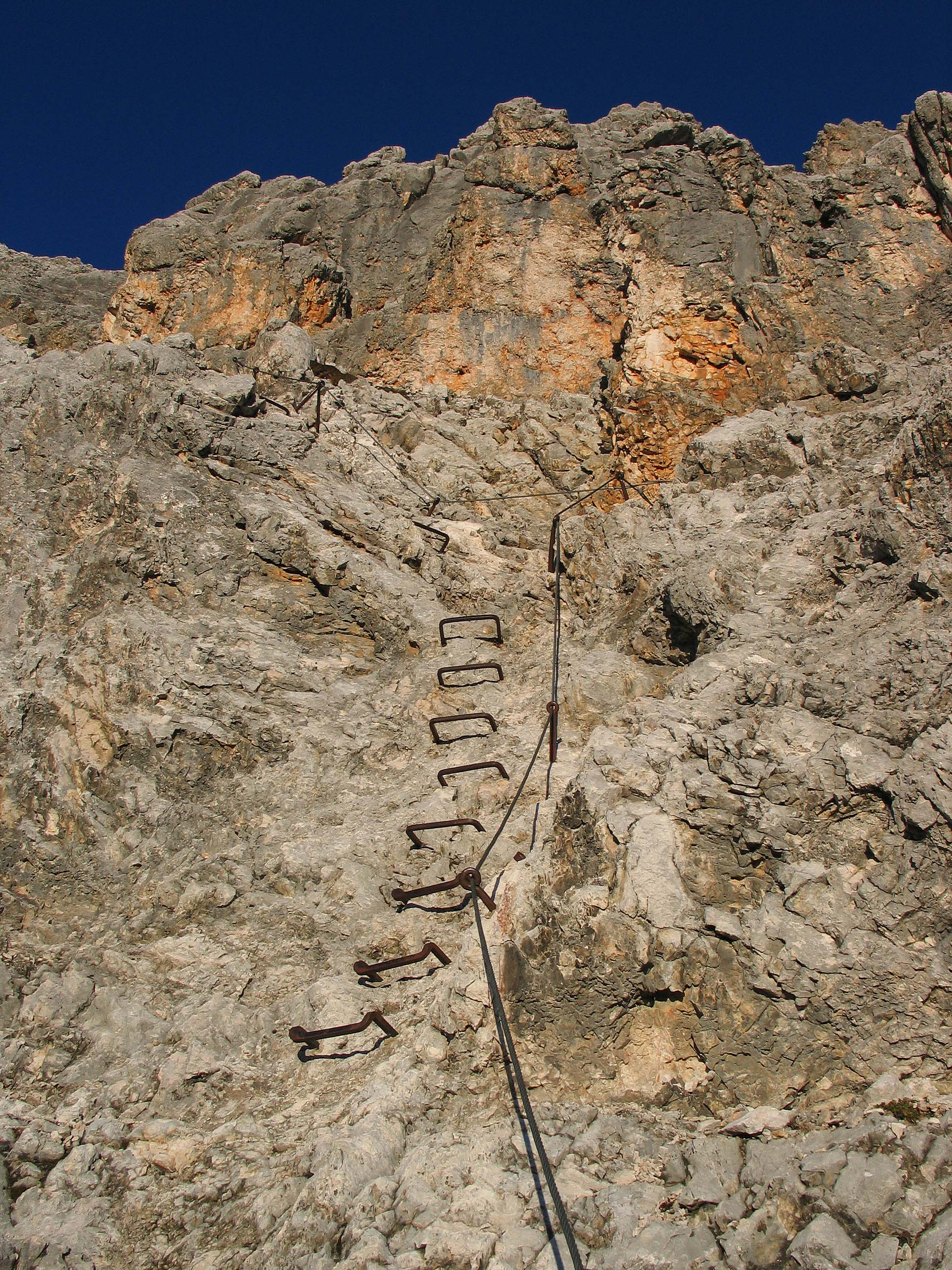
راه آهنکوب (مسیر هرمان فان بارث) در اتریش

در کمتر از یک دهه مسیرهای آهنکوب (فراتا) در تقریباً هر کشور کوهستانی آلپ به‌طور فزاینده‌ای فراگیر شده‌اند. مسیرهای آهنکوب در آغاز سده گذشته در منطقه دولومیت در آلپ پدید آمدند. در زبانهای اروپایی به این مسیرها via ferrata می‌گویند. معنی این واژه ایتالیایی راه آهنکوب یا آهنکوفته است.
بسیار پیشتر از بهره گیری از این روش در جنگ جهانی یکم، برخی از راهنماهای ایتالیایی شکاف‌ها و تاقچه‌های مسیرها را برای مشتریان خود آماده و تجهیز می‌کردند.
امروزه راه‌های آهنکوب تازه که اغلب فنی تر و سخت تر هستند، در سرتاسر آلپ از نو زاده شده‌اند. وعلاقه‌مندان بسیاری را به خود جلب کرده‌اند. 
با وجود ظاهر مطمئن این مسیرهای تازه که مجهز به کابلهای استوار، پله، نردبان و دالان می‌باشند همواره باید ایمنی را در آن‌ها در نظر داشت. 
روش حفاظت با یک دَوال (تسمه) که به بدن بسته است و کارابینی که در درون طناب (کابل) انداخته شده‌است این پرسش را پیش می‌آورد که در صورت سقوط چه خواهد شد .
زیرا در این حالت نیروی ضربه به هنگام سقوط می‌تواند بسیار از مرز پایداری تجهیزات و بدن انسان فراتر رود.
قانون طلایی مسیرهای آهنکوب این است :
بکارگیری طناب کوهنوردی، دوال، طنابچه در راه‌های آهنکوب برای پیوند دادن شخص به کابل‌ها کاملاً ممنوع می‌باشد.